# Wilfredo Camacho
Wilfredo Camacho   (Quillacollo, 21 de juny de 1935) és un exfutbolista bolivìà de la dècada de 1960 i entrenador.
Fou 27 cops internacional amb la selecció de Bolívia.
Pel que fa a clubs, defensà els colors de Deportivo Municipal, Ferrocarril Oeste i Once Caldas.